# Torsione del testicolo
La torsione del testicolo è una situazione che viene a crearsi con la torsione del funicolo spermatico che contiene i vasi sanguigni che portano sangue al testicolo.

## Epidemiologia
Si può verificare in qualsiasi fascia di età, soprattutto nella popolazione al di sotto dei 25 anni, dove l'incidenza annua è di circa 1/4000.

## Clinica
In caso di torsione completa, non ricevendo più sangue, il testicolo tende ad atrofizzarsi e andare in necrosi nel giro di poche ore. Il dolore è fortissimo e può essere spesso confuso con coliche molto fastidiose, dato che i nervi che partono dal testicolo ramificano fino in zona inguinale.

## Trattamento e prognosi
Se non viene diagnosticata e di conseguenza curata (con un intervento chirurgico), può arrecare danni irreversibili al testicolo con l'inevitabile asportazione chirurgica. Pertanto a qualsiasi età sussista il sospetto clinico di torsione del testicolo l'intervento chirurgico assume i caratteri dell'urgenza indifferibile.

## Criptorchidismo
Un testicolo affetto da criptorchidismo (cioè un testicolo non disceso all'interno dello scroto) è esposto a un rischio di torsione testicolare di circa 10 volte maggiore rispetto ad un testicolo disceso correttamente nello scroto (presumibilmente dovuto alla maggiore motilità del testicolo all'interno della zona tra l'inguine e l'addome rispetto a quella scrotale). Inoltre, i testicoli ritenuti che vanno incontro a degenerazione neoplastica, hanno un rischio ancora maggiori di torcersi su loro stessi (ciò è dovuto all'aumento di dimensione del testicolo stesso)